# Amy Castle
Amy Castle (nacida Amy Jessica Castle el 2 de abril de 1990, en Woodland Hills, Los Ángeles) es una actriz, y personalidad de internet estadounidense. Es conocida por su papel de Viki Vanderheusen en Passions, como la original Cuppycake Girl, y como partner de Youtube en el canal de SandCastleInc..

## Vida personal
Cuando Castle no está trabajando, disfruta bailando, lo cual ha estado estudiando desde que tenía 4 años de edad, cantando, tocando la guitarra y haciendo cortometrajes con sus amigos. Recientemente ha descubierto su pasión por realizar películas (editando específicamente), y tiene su propio canal de YouTube, el cual comparte con Erin Sanders quien interpretó a Quinn a Zoey 101.
Contrariamente a la creencia popular, Castle es la que cantó "You're My Honeybunch (The Cuppycake Song)", una de sus canciones más conocidas, no Strawberry Shortcake, cuyo papel vocal es interpretado por Sarah Heinke.

## Carrera
Empezó a estudiar interpretación a los 4 años, y firmó con su mánager y primer agente en otoño de 1998. En su quinta audición, consiguió el papel de joven Ally en la serie de televisión Ally McBeal. Durante la segunda y tercera temporada de la serie apareció en ocho episodios. Desde entonces, ha aparecido en muchas otras series, incluyendo The Norm Showl, Providence, Lizzie McGuire, Oliver Beene, Malcolm in the middle, y Summerland.
En 2002, Castle ganó un Premio Artista Joven por "Mejor Interpretación en una Serie de Comedia - Invitada Joven Actriz" por su trabajo en el episodio de Lizzie McGuire "Just Like Lizzie". En el verano de 2007, Amy consiguió su mayor papel: una parte recurrente en el drama Passions. Interpreta a Viki, la sobrina de la residente de Harmony Esme Vanderheusen.
En 2009, Castle interpretó a Tara en Hospital General.
En 2010, interpretó a Amy Dillard en el episodio "Nevada vs Senator Harper" de The Defenders.
A partir del 9 de junio de 2011, Amy se convirtió oficialmente en partner de YouTube, y continúa subiendo vídeos regularmente sobre comida y restaurantes, "What's Amy Eating?", bajo el nombre de YouTube "SandCastleInc.".

## Filmografía
- 1998–2000:  Ally McBeal como Joven Ally  (7 episodios)
- 1999: The Norm Show como Khali (1 episodio)
- 2001: Providence como Lisa (1 episodio)
- 2002: Lizzie McGuire como Andie Robinson (1 episodio)
- 2004: Malcolm in the Middle como Hayley (1 episodio)
- 2004: Oliver Beene como Bonnie (1 episodio)
- 2005: Summerland como Regan (1 episodio)
- 2007–08: Passions como Viki Vanderheusen (Papel: 20 de agosto de 2007 - 14 de julio de 2008)
- 2009: General Hospital como Tara (Recurrente)
- 2010: The Defenders como Amy Dillard (Coestrella)